# Allez raconte
Allez raconte est une série de bande dessinée de jeunesse écrite par Lewis Trondheim et dessinée par José Parrondo, publiée par Delcourt dans leur collection Delcourt Jeunesse.

## Synopsis
Un père de famille raconte à ses deux enfants, un garçon et une fille, une histoire pour les endormir. Mais la fille veut des princesses et le garçon des monstres. Le père doit alors redoubler d'imagination pour décliner ce principe sous toutes ses formes.

## Albums
- Tome 1 : Une histoire (2001)
- Tome 2 : Plein d'histoires (2003)

## Adaptations

### Télévision
Une série en dessin animé a été lancée le 15 octobre 2006, la première saison de la série comporte cinquante-quatre épisodes de six minutes qui furent diffusés lors de l'émission pour enfant M6 Kid. Cette série est réalisée par Jean-Christophe Roger, coproduite par Les Armateurs et 2 Minutes et c'est Dany Boon qui assure la voix du père.

### Cinéma
Après le succès de la bande dessinée et de la série, c'est au tour du long métrage Allez raconte ! sorti en salles le 20 octobre 2010, réalisé par Jean-Christophe Roger, avec Éric Métayer, Élie Semoun, Fred Testot, Omar Sy, Virginie Hocq et Michael Gregorio qui y prêtent leur voix aux personnages du film, coproduit par Les Armateurs, Melusine Productions, StudioCanal et 2 Minutes.
Dans le film, les enfants inscrivent leur papa à un grand concours télévisé de papas conteurs. Terrifié, Laurent, le papa, va devoir redoubler d'imagination pour faire bonne figure à côté de ses concurrents impitoyables.